# Eider (sông)
Eider (tiếng Đức: Die Eider; tiếng Đan Mạch: Ejderen; Latin: Egdor or Egdore) là con sông dài nhất ở bang Schleswig-Holstein của Đức. Con sông bắt đầu gần Bordesholm và đến vùng ngoại ô phía tây nam của Kiel trên bờ biển Baltic, nhưng chảy về phía tây, kết thúc ở biển Bắc. Phần dưới của Eider được sử dụng như một phần của kênh đào Eider cho đến khi kênh đó được thay thế bằng kênh đào Kiel hiện đại.
Vào đầu thời Trung cổ, dòng sông được cho là biên giới giữa các bộ lạc Đức có liên quan, người Jute và người Angle, những người cùng với những người Saxon láng giềng đã vượt Biển Bắc từ khu vực này trong thời kỳ này và định cư ở Anh. Trong thời trung cổ]], Eider là biên giới giữa Người Sachsen và người Đan Mạch, theo báo cáo của Adam of Bremen vào năm 1076. Trong nhiều thế kỷ, nó đã chia cắt Đan Mạch và Đế quốc La Mã Thần thánh. Ngày nay, đó là biên giới giữa Schleswig và Holstein, phần phía bắc và phía nam, tương ứng, của bang Schleswig-Holstein hiện đại của Đức.
Eider chảy qua các thị trấn sau: Bordesholm, Kiel, Rendsburg, Friedrichstadt và Tönning. Gần Tönning nó chảy ra biển Bắc. Cửa sông có bãi triều và nước lợ. Cửa sông được vượt qua bởi một hàng rào chống bão có thể đóng được, Eider Barrage.

## Điều hướng
Khóa thủy triều cung cấp quyền truy cập cho tàu thuyền qua Eider Barrage. Cảng cá Tönning nằm cách thượng lưu rào chắn 11 km (6,8 mi), trong khi Friedrichstadt cách thượng nguồn 15 km (9,3 mi). Tại Friedrichstadt, một khóa cho phép tiếp cận với Sông Treene.
Eider vẫn còn thủy triều cho đến tận khóa ở Nordfeld, 6 km (3,7 dặm) so với Friedrichstadt. Có một khóa tiếp theo tại Lexfähre, 52 km (32 mi) về phía thượng nguồn của Nordfeld. Hơn 3 km (1,9 dặm) ngoài Lexfähre là ngã ba với Kênh G Dieselau ngắn, cung cấp một liên kết có thể điều hướng đến Kênh Kiel tại Oldenbüttel. Do đó, Eider cung cấp một tuyến đường thay thế từ Biển Bắc đến kênh đào Kiel, tránh thủy triều ở cửa sông Elbe.
Người đứng đầu điều hướng nằm cách xa hơn 23 km (14 dặm) ngược dòng tại Rendsburg. Mặc dù nó nằm cạnh Kênh đào Kiel, nhưng việc đi qua không còn có thể nữa.